# Lupin III Millennium
Lupin III Millennium è una miniserie a fumetti italiana incentrata sul personaggio immaginario di Lupin III e realizzata prevalentemente da autori italiani fra il 2001 e il 2006 con la supervisione dell'autore Monkey Punch, che nel 1967 aveva creato il personaggio. Comprende nove volumi, pubblicati da Kappa Edizioni.

## Storia editoriale
Il sodalizio tra i Kappa boys e Monkey Punch risale al 1994 quando gli autori italiani scrissero un episodio di Lupin III intitolato Alis Plaudo, disegnato da Monkey Punch e pubblicato su Kappa Magazine n. 22 dell'aprile 1994. La collaborazione riprese nel 1999 grazie ad Andrea Baricordi e Gianmaria Liani, che realizzarono Lupin III - Il violino degli Holmes, storia autoconclusiva in cui il personaggio si scontra con Shirley Holmes, pronipote di Sherlock Holmes.
La miniserie di nove numeri, Lupin III Millennium, venne realizzata dagli autori e disegnatori italiani Andrea Baricordi, Giuseppe Palumbo, Andrea Accardi, Guglielmo Signora, Mauro Marchesi, Gianmaria Liani, Sara Colaone, Massimiliano De Giovanni, Jacopo Camagni, Riccardo Crosa, Andrea Scoppetta e dal giapponese Shinichi Hiromoto. Ogni autore fornisce una sua personale interpretazione del personaggio, in storie di genere poliziesco o comiche.
Era previsto un decimo numero, Fujiko vs. Margot, annunciato nella retrocopertina dell'ultimo numero Meyer's Angels, che però non vide mai la luce.

## Albi
1. Essere Lupin III (2001), testi: Andrea Baricordi / disegni: Mauro Marchesi
2. Profezie dell'altro mondo (2002), testi e disegni: Guglielmo Signora
3. Una revolver per Jigen (2002), testi e disegni: Giuseppe Palumbo
4. La verità infranta (2002), testi e disegni: Riccardo Crosa
5. Nella camera a gas (2002), testi: Massimiliano De Giovanni / disegni: Andrea Accardi
6. L'esperimento di Kopeko (2003), testi: Massimo Semerano / disegni: Jacopo Camagni
7. Nei panni di Zazà (2004), testi: Massimiliano De Giovanni / disegni: Sara Colaone
8. La maledizione degli Ishikawa (2005), testi: Andrea Baricordi / disegni: Shinichi Hiromoto
9. Meyer's Angels (2006), testi: Andrea Baricordi / disegni: Gianmaria Liani